# Alex (loro)
Alex (mayo de 1976-6 de septiembre de 2007)
fue un loro gris africano y objeto de un experimento durante treinta años (1977-2007) de la psicóloga animal Irene Pepperberg, inicialmente en la Universidad de Arizona y más tarde en la Universidad de Harvard y en la Universidad Brandeis.  Pepperberg compró a Alex en una tienda de mascotas ordinaria, cuando el loro tenía aproximadamente un año de edad.
El nombre de Alex es una sigla del inglés Avian Learning EXperiment (‘Experimento de Estudio Aviario’).
Antes del trabajo de Pepperberg con Alex, la comunidad científica creía que los loros no eran inteligentes y solo podían usar palabras por imitación, pero los logros de Alex indican que los loros podrían ser capaces de decidir a un nivel básico y utilizar palabras de uso frecuente creativamente.
Pepperberg escribió que la inteligencia de Alex estaba a la par con la de los delfines y la de los grandes simios.
También dijo que Alex tenía la inteligencia de un niño de cinco años y que no había utilizado todo su potencial hasta el momento de su muerte.
Dijo también que el loro tenía el nivel emocional de un niño de dos años en el momento de su muerte.
La muerte de Alex fue totalmente inesperada, ya que la vida promedio del loro gris africano es de unos cincuenta años.
Alex parecía sano el día anterior y fue encontrado muerto por la mañana. La causa de muerte es desconocida. Según un comunicado de prensa emitido por Fundación Alex, “Se había diagnosticado que Alex tendría buena salud en su más reciente reconocimiento físico anual, unas dos semanas antes de su muerte. Según el veterinario que realizó la necropsia, no había ninguna causa obvia de muerte.” Según Irene Pepperberg, la pérdida de Alex no detendrá la investigación, pero será un gran contratiempo. El laboratorio tiene dos aves más, pero sus habilidades no se acercan a las de Alex.
El 4 de octubre de 2007 La Fundación Alex publicó los resultados patológicos: 

Alex murió rápidamente. Tuvo un repentino e inesperado evento catastrófico asociado con la arteriosclerosis («endurecimiento de las arterias»). Fue una arritmia fatal, un ataque al corazón o un infarto que le causó la muerte repentina sin sufrimiento. No hubo manera de predecir su fallecimiento. Todas sus pruebas, incluyendo su nivel de colesterol y los niveles de aspiración, eran normales al principio de la semana. Su muerte no guardaba relación con su dieta o su edad. Nuestro veterinario dijo que ha visto eventos similares en aves jóvenes (menores de diez años) o aves con dietas saludables. Es más probable que la genética o el mismo tipo de enfermedades inflamatorias de bajo nivel (imposibles de detectar en aves todavía), que está relacionado con enfermedades cardíacas en humanos, fuera responsable.

## Logros
Pepperberg, catalogando los logros de Alex en 1999, dijo que podía identificar cincuenta objetos diferentes y reconocer cantidades hasta seis; que sabía distinguir siete colores y cinco formas, y entender los conceptos “más grande”, “más pequeño”, “mismo”, y “diferente”, y que estaba aprendiendo “arriba” y “abajo”. Alex tenía un vocabulario de aproximadamente 150 palabras,
pero era excepcional en esto, ya que parecía comprender sus palabras. Por ejemplo, cuando le mostraban un objeto y le preguntaban sobre su forma, color, o el material, Alex podía etiquetarlo correctamente. Cuando se le preguntaba la diferencia entre dos objetos, también respondía, pero si no había ninguna diferencia entre los objetos, él decía “ninguna”. Cuando estaba harto de las pruebas, decía “me voy”, y si el investigador se molestaba, Alex trataba de calmarlo diciendo “lo siento”. Si decía “quiero un plátano”, pero se le ofrecía una nuez, él la miraba fijamente en silencio, y pedía el plátano otra vez, o tomaba la nuez y la arrojaba al investigador. A preguntas hechas en el contexto de pruebas de investigación, dio la respuesta correcta aproximadamente el 80% de las veces.
La investigación preliminar también parece indicar que Alex sabía transferir el concepto de cuatro pelotas azules de lana sobre una bandeja a cuatro apuntes de un piano. La doctora Pepperberg también lo entrenaba para reconocer el número “4” arábigo como “cuatro”.
En julio de 2005, Pepperberg divulgó que Alex tenía el concepto de cero.
Pepperberg estaba entrenando a Alex para reconocer fonemas ingleses, con la esperanza de que él conceptualmente relacionara una palabra escrita con una palabra hablada.
Él podría identificar sonidos hechos por combinaciones de dos letras, como «sh» Y «ch».

## Críticas
Algunos científicos son sumamente escépticos con las conclusiones de Pepperberg, indicando el empleo presunto del lenguaje en Alex como condicionamiento operante. Los críticos indican el caso de Clever Hans, un caballo que al parecer podía contar, pero que en realidad respondía a señales sutiles de su entrenador. En otro caso, se creía que Nim Chimpsky, un chimpancé así llamado en alusión a Noam Chomsky, sabía hablar, aunque hay quien opina que había estado imitando a su profesor. El doctor Herbert Terrace, que trabajó con Nim Chimpsky, piensa que Alex ha usado más la memoria que el idioma; llama a las respuestas de Alex “un funcionamiento complejo discriminatorio”.

## Citas selectas
- Agarrando una bola de ropa de colores en frente del ave, Pepperberg pregunta “¿de qué está hecho?” en el laboratorio tipo Pidgin que utiliza para entrenar a sus sujetos. Alex (que podía identificar madera, plástico, metal y papel, entre otros materiales) claramente dice “lana”. Cuando contestaba correctamente, recibía una recompensa, pero tenía que pedirla. Al contrario que los animales en experimentos convencionales de condicionamiento, el loro no recibía nada si no lo pedía por su nombre, después de dar una respuesta correcta a una pregunta decía “quiero una nuez”, y entonces felizmente empezaba a mordisquear el anacardo que se le daba.[12]

- Cuando la Dra. Pepperberg dejó a Alex con un veterinario para un tratamiento, Alex vocalizó las frases “ven aquí”; “te quiero”; “lo siento”; “quiero volver”.[13][14]

- De acuerdo con la Dra. Pepperberg, la última vez que ella vio a Alex fue el 6 de septiembre. Hicieron su rutina de buenas noches en la que ella le dijo que era hora de ir a la jaula. Ella recuerda que Alex dijo “eres buena; te quiero”. Ella respondió “yo también te quiero”. Él dijo “te veré mañana” y ella respondió “sí, te veré mañana”.[3][6][9]

- La primera vez que le presentaron una manzana roja y no habiendo aprendido ninguna palabra para esa fruta, Alex acuñó una nueva palabra: “platan-ezas”, palabra considerada un acrónimo de dos frutas: plátano (por la textura del interior) y “cereza” (por el color y la forma). La Dra. Pepperberg consideró esto un ejemplo de “comunicación compleja en dos direcciones”, donde Alex tradujo un concepto según lo comprendió, de una forma comprensible para los humanos, utilizando su limitado vocabulario de inglés. Alex también utilizaba este concepto cuando se refería a manzanas verdes.